# 细胞色素

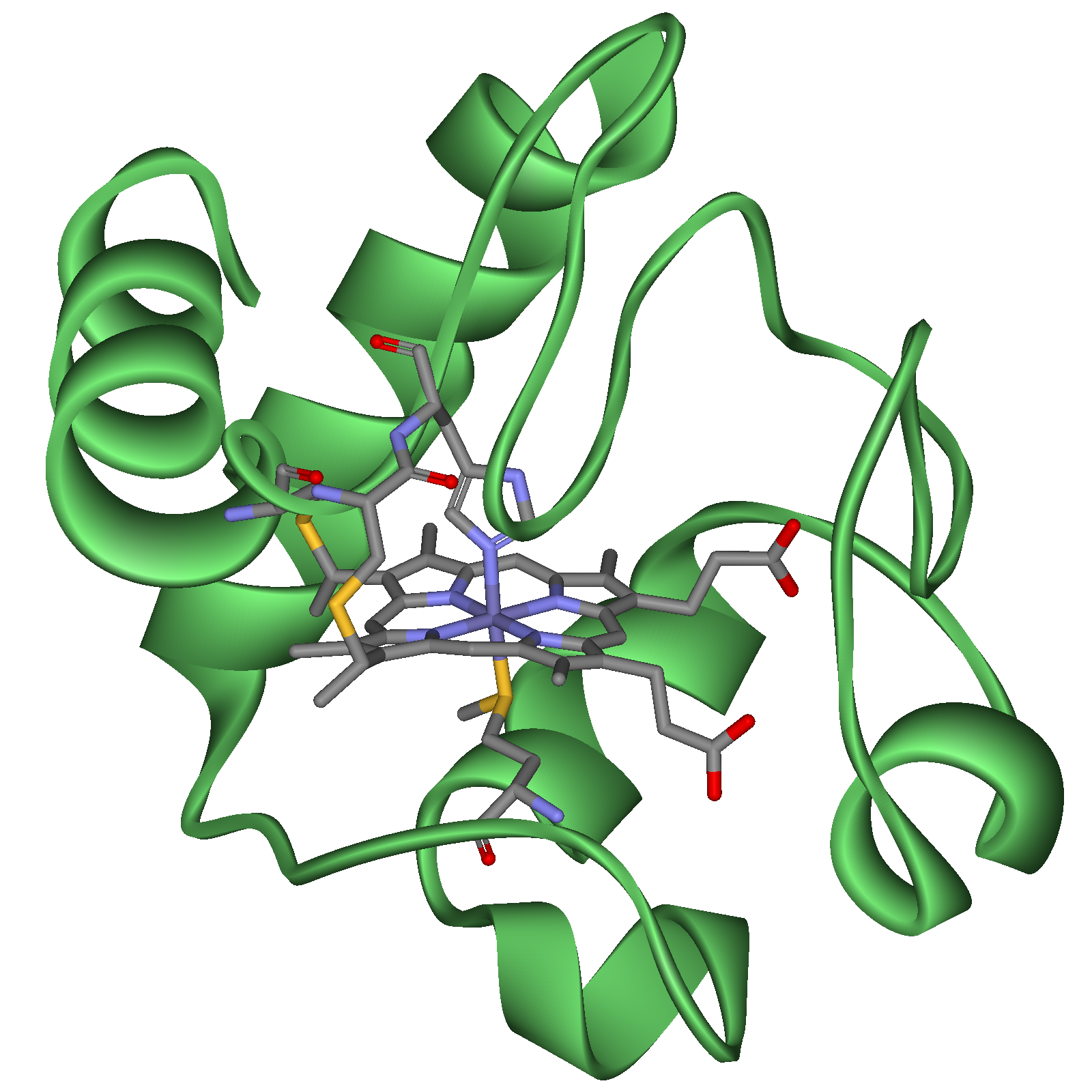
细胞色素c（结合有血红素c）的三维结构。

细胞色素（英語：cytochrome）是含有血基質（heme）的氧化还原活性蛋白，参与电子传递链和氧化还原催化。细胞色素内的血基質（一种铁-卟啉复合体）作为辅因子，而血基質的核心是一铁原子；利用铁的氧化（Fe3+）或还原（Fe2+）可传递电子，细胞色素在生物呼吸链、植物光合电子传递链中，可作为“电子传递蛋白”，广泛参与动物、植物、酵母以及好氧菌、厌氧光合菌等的氧化还原反应。
细胞色素的形态可为膜蛋白质或球状蛋白质，可以单体的形式（如细胞色素c）或作为复合物酶中的一个亚基来发挥氧化还原作用。细胞色素是各种生物体中都很常见的蛋白质，广泛存在于真核生物的线粒体内膜和内质网中，植物的叶绿体中，以及光合成微生物和细菌中。

## 结构和功能
细胞色素中血红素上的卟啉环以四个配位键与一个铁原子相连，形成四配位的络合物。由于在血红素这样一个环状体系中，铁原子处于活泼的化学状态，可以在还原态（Fe2+）和氧化态（Fe3+）之间可逆变化，使得细胞色素可以进行氧化还原反应。因为细胞色素或以及其他参与氧化还原的相关复合物以有序状态锚定在膜上，这样就可以以正确的次序进行氧化还原反应，以最大化反应的效率。
细胞色素参与了氧化磷酸化（如细胞色素c）和光合磷酸化（如细胞色素b563）的电子传递链。氧化磷酸化反应所产生的跨膜质子浓度梯度可为合成ATP提供能量，而ATP是生命活动的能量来源。也有部分细胞色素参与非磷酸化的电子传递链，如细胞色素P450参与脂类物质的代谢。

## 分类
细胞色素种类较多，可以用光谱学、血红素基团的精确结构、抑制剂的敏感度以及还原电势的大小来分辨。
根据辅因子的不同、在支链上不同取代基，可将细胞色素大致分为三类：
| 分类      | 辅因子                            |
| 细胞色素a | 血红素a（法尼基修饰的甲酰血红素） |
| 细胞色素b | 血红素b（原血红素）               |
| 细胞色素d | 二氢卟吩（Chlorin）的衍生物       |

细胞色素c不是根据辅因子来命名；与其他三类细胞色素非共价结合血红素不同的是，细胞色素c通过分子中的半胱氨酸巯基与血红素共价结合。目前没有细胞色素e，但有细胞色素f（细胞色素c中的一种）。此外，细胞色素d仅存在于细菌中。
在线粒体和叶绿体中，细胞色素常常结合在电子传递和相关代谢途径的复合物酶中。
| 细胞色素 | 复合物酶                                                          |
| a和a3    | 细胞色素c氧化酶（“复合物IV”）                                     |
| b和c1    | 辅酶Q–细胞色素c还原酶（“复合物III”）                              |
| b6和f    | 质体醌一质体蓝素氧化还原酶（Plastoquinol—plastocyanin reductase） |

细胞色素P450是一个完全不同的细胞色素酶超家族，命名是根据其还原态（血红素上的铁原子被还原，并结合有一氧化碳）的特征Soret带峰（Soret peak）吸收波长为450nm。这类酶主要参与類固醇的合成和毒物的氧化代谢（解毒作用）。